# Babin Potok, Srbija
Babin Potok (izvirno srbsko Бабин Поток) je naselje v Srbiji, ki upravno spada pod Občino Prokuplje; slednja pa je del Topliškega upravnega okraja.

## Demografija
V naselju, katerega izvirno (srbsko-cirilično) ime je Бабин Поток, živi 526 polnoletnih prebivalcev, pri čemer je njihova povprečna starost 38,3 let (38,2 pri moških in 38,3 pri ženskah). Naselje ima 190 gospodinjstev, pri čemer je povprečno število članov na gospodinjstvo 3,55.
To naselje je, glede na rezultate popisa iz leta 2002, večinoma srbsko.
|  |

| Demografija | Demografija     | Demografija     |
| Leto        | Št. prebivalcev | Št. prebivalcev |
| ----------- | --------------- | --------------- |
|             |                 |                 |
|             |                 |                 |
|             |                 |                 |
|             |                 |                 |
| 1948        | 536             |                 |
| 1953        | 594             |                 |
| 1961        | 633             |                 |
| 1971        | 645             |                 |
| 1981        | 655             |                 |
| 1991        | 686             | 680             |
| 2002        | 688             | 674             |
|             |                 |                 |

| Etnična sestava po popisu iz leta 2002 | Etnična sestava po popisu iz leta 2002 | Etnična sestava po popisu iz leta 2002 | Etnična sestava po popisu iz leta 2002 | Etnična sestava po popisu iz leta 2002 |
| -------------------------------------- | -------------------------------------- | -------------------------------------- | -------------------------------------- | -------------------------------------- |
| Srbi                                   | Srbi                                   |                                        | 653                                    | 96,88%                                 |
| Romi                                   | Romi                                   |                                        | 19                                     | 2,81%                                  |
| Neznano                                | Neznano                                |                                        | 2                                      | 0,29%                                  |